# Norra Nordsjö
Norra Nordsjö ligger 10 km norr om Trehörningsjö i Örnsköldsviks kommun och Trehörningsjö socken.
I byn finns flera sjöar, bl.a. Önskasjön som är ett av Sveriges största fiskevatten med inplanterad ädelfisk. 
Kyrkobokföringen i Nordsjö började år 1673 då landshövdingen gav tillstånd till finntorpet, som tillhörde Nordmaling. 1704 beslutades det att Nordsjö skulle tillhöra Arnäs socken. Den tidigast kända som var bosatt i Nordsjö är född 1645 och var från Finland. För ca 50 år sedan hade Nordsjö ca 190 invånare, nu är det ca 30 kvar.